# Mirjam Schaub
Mirjam Schaub (* 1970 in Herford) ist eine deutsche Philosophin, Hochschullehrerin und Autorin.

## Leben
Mirjam Schaub ist die Tochter des Dadaismusforschers und Literaturwissenschaftlers Gerhard Schaub (1938–2017) sowie der Simultandolmetscherin und späteren Psychotherapeutin Helma Schaub, geb. Meyer (1941–2024). Nach dem Schulbesuch in Trier am Angela-Merici-Gymnasium studierte sie von 1989 bis 1995 Philosophie, Politikwissenschaft und Psychologie in Münster (WWU), München (LMU), Paris (Panthéon-Sorbonne) und Berlin (FU). Parallel besuchte sie von 1990 bis 1994 die Deutsche Journalistenschule (DJS) in München (29. Lehrredaktion) und schloss die Ausbildung zur Redakteurin ab.
Seit 1992 schrieb sie u. a. für Sud Ouest in Dax/Frankreich, für die tageszeitung (taz) in Berlin, später für den Freitag, das Magazin der Süddeutschen Zeitung, für das Feuilleton von ZEIT und FAZ, sowie den FAZ-Blog (Ich. Heute. 10 vor 8). 1996 besuchte sie die Summerschool (screenwriting) in Los Angeles (UCLA). Nach Praktika beim WDR (ZAK) und HR (TTT), arbeitete sie als freie Autorin für das ZDF (aspekte). Dort porträtierte sie Matthew Barney, John Malkovich, Hal Hartley, Andreas Slomiski und den Philosophen Slavoj Zizek (letzteren zusammen mit Sabine Jainski). Für Zeitungen und Kataloge schrieb sie u. a. über Ilja Kabakow, Sophie Calle, Olafur Eliasson, Ann Hamilton, Simon Starling, Christoph Schlingensief, das Kollektiv Superflex, Markus Schinwald. 2001 wurde sie an der FU Berlin mit einer Arbeit über Gilles Deleuze, die 2003 in zwei Bänden im Wilhelm Fink Verlag erschien, promoviert. Sie ist die Autorin von The Walk Book, ein Künstlerbuch von, mit und über Janet Cardiff, das 2005 auf Englisch im Verlag der Buchhandlung Walther König veröffentlicht wurde und einen Preis der Stiftung Buchkunst erhielt. 2023 moderierte sie eine Podiumsdiskussion mit Künstlern wie Sabrina Ratté, Ali Phi und Eva Papamargariti für das »New Now«-Festival des Pakt Zollvereins Essen. Außerdem arbeitet sie für das Philosophie Magazin, für das Kunstforum, Texte zur Kunst sowie für die Sendung »Sein und Streit« im Deutschlandfunk Kultur, wie anlässlich des 100. Geburtstags von Gilles Deleuze am 18. Januar 2025.
Nach Auslandsaufenthalten in Los Angeles (UCLA) und in Paris (MSH) wurde sie 2009 mit einer Arbeit über Sinn und Unsinn von Beispielen in Philosophie und Ästhetik an der FU Berlin bei Sybille Krämer habilitiert, die 2010 bei diaphanes (Zürich/Berlin) erschien. Danach war sie Feodor-Lynen-Stipendiatin der Alexander-von-Humboldt-Stiftung (AvH) am Institut for Advanced Studies in the Humanities (IASH) in Edinburgh. Nach Vertretungsprofessuren an der FU Berlin (Epistemologie und Medienphilosophie) und der TU Dresden (Praktische Philosophie), ist sie seit 2012 Professorin für Ästhetik und Kulturphilosophie am Department Design der Hochschule für Angewandte Wissenschaften Hamburg. Von 2015 bis 2017 war sie teil-abgeordnet an die HCU Hamburg, um dort in Kooperation mit dem Fundus Theater und dem K3-Tanzplan Hamburg (Kampnagel) das künstlerisch-wissenschaftliche Graduiertenkolleg „Performing Citizenship“ mit zu betreuen. Von 2017 bis 2022 war sie außerdem Professorin für Philosophie an der Kunsthochschule Burg Giebichenstein in Halle (Saale), wo sie mit zwei Kolleginnen den Masterstudiengang »Kunstwissenschaften« entwickelte.
Mit internationalen Wissenschaftlern (wie Slavoj Zizek) als Gästen initiierte, konzipierte und organisierte sie Ringvorlesungen, u. a. »Bioethik und Biopolitik« (FU, 2002) (zs. mit Sascha Karberg), »Körper-Kräfte« (FU, 2004) (zs. mit Stefanie Wenner), »The Beauty of Theory« (FU 2011) (zs. mit Markus Rautzenberg, Regine Strätling und Joachim Küpper), »Beautiful Trouble. Künstlerische Interventionen im öffentlichen Raum« (HAW Hamburg, 2016) sowie »Das Ende der Welt. Vom Sinn apokalyptischer Narrative« (Burg Giebichenstein, 2020).
Ihre Forschungsschwerpunkte liegen in der Kunst-, Kultur- und Filmphilosophie sowie der politischen Philosophie. Ihre philosophischen Bezugspunkte sind neben den schon genannten Aristoteles, Gottfried Wilhelm Leibniz, Immanuel Kant, Michel Foucault, Roland Barthes, Michel de Certeau, Helmuth Plessner, Hannah Arendt und Susan Sontag.
Zusammen mit Markus Rautzenberg (Folkwang Universität der Künste) und Johannes Bennke leitet sie seit 2022 die AG Medienphilosophie der Gesellschaft für Medienwissenschaft (GfM). In dessen Zug erschien 2025 eine Sondernummer der Zeitschrift für Medien- und Kulturwissenschaften, Navigationen, auf Englisch: »Media Cultures of Value. Economy, Politics, and Art in Web 3«. Ihre kulturwissenschaftliche Monographie über Radikalität als Praxis der sozialen Beschämung zwecks Ausstellung der eigenen Unerpressbarkeit kündigt der Felix Meiner Verlag in seiner Programmvorschau für September 2025 in zwei Bänden an.
Mirjam Schaub hat zwei erwachsene Töchter und einen 2014 geborenen Sohn. Sie arbeitet in Hamburg, lebt in Berlin und schreibt ihre Bücher in Venedig.

## Monographien
- Radikalität und der Riss zwischen Theorie und Praxis. Eine unerhörte Kulturphilosophie. (Antiker Aktivismus, frühchristliche Militanz, venezianischer Maskengebrauch) 399 v. Chr. – 1797 n. Chr. Felix Meiner, Hamburg, 2025. (Im Erscheinen) ISBN 978-3-7873-4938-8.[35]
- Radikalität und der Mut zum Gebrauch des eigenen Lebens. Eine unheimliche Populärkultur. (Auto-Ikonifizierung, Spaßguerilla, Sitzperformances, Krypto-Kunst). 1832–heute. Felix Meiner Verlag, Hamburg, 2025. (Im Erscheinen) ISBN 978-3-7873-5000-1.[38]
- Das Singuläre und das Exemplarische. Zu Logik und Praxis der Beispiele in Philosophie und Ästhetik. Diaphanes, Zürich 2010, ISBN 978-3-03-734088-2.
- Bilder aus dem Off. Zum philosophischen Stand der Kinotheorie (= serie moderner film. Bd. 4) VDG, Weimar 2005, ISBN 3-89739-446-4.
- Gilles Deleuze im Wunderland. Zeit- als Ereignisphilosophie. München 2003, ISBN 3-7705-3833-1.
- Gilles Deleuze im Kino. Das Sichtbare und das Sagbare. München 2003, ISBN 3-7705-3834-X.

## Englisches Künstlerbuch
- Janet Cardiff. The Walk-Book. Mit einer CD der Künstlerin, hrsg. von Thyssen-Bornemisza Art Contemporary (T-B A 21), Walther König, Köln 2005, ISBN 3-88375-824-8.

## (Mit-)Herausgaben
- (zus. mit Johannes Bennke): Media Cultures of Value | Economy, Politics, and Art in Web 3; Sondernummer von Navigationen. Zeitschrift für Medien- und Kulturwissenschaften, Jg. 25, Heft 1. Siegen: universi, 2025. ISSN 1619-1641.[39]
- (zus. mit Louisa Engel und Frieda Dolinschek): Vademecum Venezia. Department Design der HAW, Hamburg 2023, ISBN 978-3-00-074240-8 (Publikation in vier Bänden im Schuber: Spaziergänge, Biennalen, Kultur und Geschichte und Lektüren).
- (zus. mit Joachim Küpper, Markus Rautzenberg und Regine Strätling): The Beauty of Theory. Zu Ästhetik und Affektökonomie von Theoriebildung. Fink, München 2013, ISBN 978-3-8467-5023-0.
- Grausamkeit und Metaphysik. Figuren der Überschreitung in der abendländischen Kultur. transcript, Bielefeld 2009, ISBN 978-3-8376-1281-3.
- (zus. mit Nicola Suthor und Erika Fischer-Lichte): Ansteckung. Zur Körperlichkeit eines ästhetischen Prinzips. Fink, Paderborn 2005, ISBN 3-7705-3999-0.
- (zus. mit Stefanie Wenner): Körper-Kräfte. Diskurse der Macht über den Körper. transcript, Bielefeld 2004, ISBN 3-89942-212-0.

## Open Access Publications
- Performing Citizenship. Bodies, Agencies, Limitations. Edited by Paula Hildebrandt, Sibylle Peters, Mirjam Schaub, Kathrin Wildner and Gesa Ziemer,  Palgrave/Macmillan, London 2018.
- Drehmomente. Digitale Festschrift für Sybille Krämer, hg. von Werner Kogge, Alice Lagaay, David Lauer, Simone Mahrenholz, Mirjam Schaub und Juliane Schiffers, Berlin 2011.